# Christopher Gill
Christopher John Gill (* 1946) ist ein britischer Klassischer Philologe und Philosophiehistoriker auf dem Gebiet der antiken Philosophie.
Gill war zunächst Lecturer und Senior Lecturer in Classics, dann Reader und schließlich Professor of Ancient Thought an der Universität Exeter. Seit 2013 ist er dort Emeritus Professor. Im akademischen Jahr 2015 bis 2016 hatte er eine Leverhulme Emeritus Research Fellowship für ein Projekt inne, aus dem sein Buch Learning to Live Naturally: Stoic Ethics and its Modern Significance hervorging. Für sein Buch Personality in Greek Epic, Tragedy, and Philosophy erhielt er 1997 einen Runciman Award. Aus der Organisation von Konferenzen an der Universität Exeter gingen mehrere, von Gill herausgegebene oder mitherausgegebene Sammelbände hervor. Gill war zudem Gründungsherausgeber von Plato. The Internet Journal of the International Plato Society (2000–2003) und Mitherausgeber der Fachzeitschrift Phronesis. A Journal for Ancient Philosophy (2003–2008).
Gill arbeitet zum Konzept der Persönlichkeit und des Selbst im antiken Denken, zu Galens naturalistischer Psychologie und insbesondere zum Stoizismus. Dessen Ethik gibt er nicht nur den Vorzug vor der Aristotelischen Ethik, sondern vielmehr eine besondere Bedeutung für die Gegenwart. Er hat außerdem die ersten sechs Bücher der Selbstbetrachtungen Mark Aurels in Übersetzung vorgelegt. Ein weiteres Arbeitsgebiet ist Platon, vor allem die Dialogform seiner Schriften und die Dialektik.

## Schriften (Auswahl)
Monographien
- Greek Thought. (Greece and Rome. New Surveys in the Classics). Cambridge University Press, Cambridge 1995.
- Personality in Greek Epic, Tragedy, and Philosophy: The Self in Dialogue. Oxford University Press, Oxford 1996. – Rezension von Robin Waterfield, Bryn Mawr Classical Review 1996.11.10
- The Structured Self in Hellenistic and Roman Thought. Oxford University Press, Oxford 2006.
- Naturalistic Psychology in Galen and Stoicism. Oxford University Press, Oxford 2010.
- Marcus Aurelius, Meditations Books 1–6. Translated with an introduction and commentary. Oxford University Press, Oxford 2013.
- Plato’s Atlantis Story. Text, Translation and Commentary. Liverpool University Press, Liverpool 2017. – Rezension von Carol Atack, Bryn Mawr Classical Review 2018.06.40
- Learning to Live Naturally: Stoic Ethics and its Modern Significance. Oxford University Press, Oxford 2022. – Rezension von Christopher Trinacty, Bryn Mawr Classical Review 2023.04.19; John Sellars, Notre Dame Philosophical Reviews 2023.07.9

Herausgeberschaften
- (Hrsg.): The Person and the Human Mind. Issues in Ancient and Modern Philosophy. Oxford University Press, Oxford 1990.
- (Hrsg. mit Timothy Peter Wiseman): Lies and Fiction in the Ancient World. Liverpool University Press, Liverpool 1993.
- (Hrsg. mit Mary Margaret McCabe): Form and argument in late Plato. Clarendon Press, Oxford 1996. – Rezension von Lloyd Gerson, Bryn Mawr Classical Review 1997.02.05
- (Hrsg. mit Susanna Morton Braund): The Passions in Roman Thought and Literature. Cambridge University Press, Cambridge 1997. – Rezension von David Armstrong, Bryn Mawr Classical Review 1998.05.10
- (Hrsg. mit Norman Postlethwaite und Richard Seaford): Reciprocity in Ancient Greece. Oxford University Press, Oxford 1998.
- (Hrsg. mit David Braund): Myth, History and Performance in Republican Rome. A Celebration of the Work of T. P. Wiseman. University of Exeter Press, Exeter 2003. – Rezension von Sander Goldberg, Bryn Mawr Classical Review 2003.08.08
- (Hrsg.): Virtue, norms, and objectivity. Issues in ancient and modern ethics. Oxford University Press, Oxford 2005. – Rezensionen von Brad Inwood, Bryn Mawr Classical Review 2005.09.74; Chris Bobonich, Notre Dame Philosophical Reviews 2005.12.02
- (Hrsg. mit Tim Whitmarsh und John Wilkins): Galen and the World of Knowledge. Cambridge University Press, Cambridge 2010.
- (Hrsg. mit François Renaud): Hermeneutic Philosophy and Plato. Gadamer’s Response to the Philebus. Academia, Sankt Augustin 2010.
- (Hrsg. mit George Boys-Stones, Dimitri El Murr): The Platonic Art of Philosophy. Cambridge University Press, Cambridge 2013. – Rezension von Gerald A. Press, Bryn Mawr Classical Review 2016.05.28